# NGC 877
NGC 877 ist eine Balken-Spiralgalaxie mit aktivem Galaxienkern vom Hubble-Typ SBbc im Sternbild Widder südlich der Ekliptik. Sie ist schätzungsweise 178 Millionen Lichtjahre von der Milchstraße entfernt und hat einen Durchmesser von etwa 125.000 Lj. Gemeinsam mit NGC 876 bildet sie ein gravitativ gebundenes Galaxienpaar.
Im selben Himmelsareal befinden sich u. a. die Galaxien NGC 870 und NGC 871.
Das Objekt wurde am 14. Oktober 1784 von dem Astronomen William Herschel mithilfe eines 18,7-Zoll-Teleskops entdeckt.

## NGC 877-Gruppe (LGG 53)
| Galaxie  | Alternativname | Entfernung/Mio. Lj |
| -------- | -------------- | ------------------ |
| NGC 877  | PGC 8775       | 178                |
| NGC 871  | PGC 8722       | 170                |
| NGC 876  | PGC 8770       | 177                |
| IC 1791  | PGC 8758       | 166                |
| PGC 8412 | UGC 1693       | 174                |
| PGC 8739 | UGC 1761       | 182                |
| PGC 8788 | UGC 1773       | 164                |
| PGC 8964 | UGC 1817       | 170                |